# Мацей Баль
Мацей Баль гербу Ґоздава (†весна 1506) — галицький шляхтич, урядник Польського Королівства. Представник роду Балів.
Батько — Баль Іван (Ян) Матіасович, мати — дружина батька Зузанна з Сєннова, донька львівського каштеляна.
З 1475 року — сяніцький хорунжий, з 1484-го — підкоморій. Потім став першим сенатором Королівства з роду Балів, отримавши посаду сяніцького каштеляна. 1501 року підписав акт унії. Учасник сейму в Любліні 1506 року. Осів у Гочві, яка стала гніздом роду.
Дружина — Анна Вешмунтовська, донька сандомирського судді. Діти: Миколай (його син Матіаш — приятель Станіслава Оріховського), Катажина, Барбара.